# معتز هشام
معتز هشام (28 أغسطس 2003 -) ممثل مصري ظهر لأول مره في مسلسل الطوفان عام 2017.

## البداية
بدأ التمثيل منذ عام 2014 في قصر ثقافة الفيوم برفقة أخيه مؤمن، ومن بعدها ذهب إلى مكتب كاستنج وبعدها قام بعمل برنامج (في بيتنا ضيف)، واستمر بالذهاب الي مكاتب الكاستنج وعن طريقها قام بأدوار في مسلسل الطوفان، ومسلسل سابع جار، ومسلسل أبو عمر المصري، ومسلسل ممالك النار ومسلسل الاختيار.

## دوره فيممالك النار
شارك في المسلسل في دور «سليم الأول»، حيث جسد الشخصية في مرحلة الطفولة، ومسلسل ممالك النار يحكي عن الحقبة الأخيرة لدولة المماليك وسقوطها على يد العثمانيين في القرن الـ16، وسقوط البلاد المصرية والشامية تحت حكم الخلافة العثمانية.

## أعماله

### المسلسلات
- 2017: الطوفان (أدم)
- 2017: سابع جار (معتز)
- 2018: أبو عمر المصري 2018 (عمر)
- 2019: ممالك النار (سليم الأول وهو طفل)[7]
- 2020: الاختيار (هشام عشماوي وهو طفل)
- 2020: إلا أنا (مصطفى)
- 2021: ولاد ناس (ياسر عبد التواب)
- 2021: القاهرة كابول
- 2021: خارج السيطرة (حكاية شبح البدروم)
- 2023: ليه لا الجزء3
- 2025: ولاد الشمس

### الأفلام
- 2021: قبل الأربعين
- 2022: 11:11

## روابط خارجية
- معتز هشام على موقع الدهليز
- معتز هشام على موقع قاعدة بيانات الأفلام العربية